# Livraria Montezinos
Livraria Montezinos is een Joodse bibliotheek in de Portugees-Israëlietische Synagoge in Amsterdam. Deze wordt gezien als een van de belangrijkste Joodse bibliotheken ter wereld. 
De collectie van de bibliotheek bestaat uit 30.000 gedrukte werken (van 1484 tot nu) en 500 handschriften (van 1282 tot de 20e eeuw). Alle aspecten van Joodse studies, literatuur, geschiedenis en natuurwetenschappen zijn in de bibliotheek vertegenwoordigd. De collecties vormen daardoor de neerslag van de Sefardische cultuur die ontstond in Spanje en Portugal.
De bibliotheek werd enorm verrijkt toen de bibliograaf David Montezinos in 1891 zijn privécollectie schonk. Bij die gelegenheid kreeg de bibliotheek de naam Livraria Montezinos.
In 2004 is de bibliotheek onder de naam Bibliotheek Ets Haim - Livraria Montezinos geplaatst op de Werelderfgoedlijst voor documenten van UNESCO. Daarmee werd het universele belang van de bibliotheek officieel erkend.